# Гаріаса
Гаріаса (лат. Hariasa) — германська богиня. Гаріаса засвідчена на (нині втраченому) камені з латинським присвяченням їй. Камінь був знайдений у Кельні, Німеччина, і датований 187 роком нашої ери (CIL XIII 8185).

## Напис
Оригінал латинською мовою:
Deae Hariasae / HDTI Ulpius / Acutus du[p(licarius)] al(ae) / Sulp(iciae) sing(ularis) co(n)s(ularis) / cives Traianenses / v(otum) s(olvit) l(ibens) m(erito) Crispino et / Aeliano co(n)s(ulibus)
Переклад:
За богиню Гаріасу - - - Ульпій Акт, дублікарій Ала Сульпіція і гвардійський вершник намісника, громадянин Ксантена, у 187 році (коли Криспін і Аеліан були консулами) виконав свою обітницю добровільно і відповідно до заслуг.
Під час фундаментних робіт для нового монастиря урсулинок, який мав бути побудований у 1674 році, був знайдений разом із вівтарем Гаріаси із чотирма іншими вотивними каменями на висоті вулиці Махабейн, на північ від собору в старому місті Кельна. Проте камінь знову був втрачений. Тому форма і дизайн каменю, а також його розміри невідомі; збереглася лише сучасна копія напису. Оскільки консули Криспін і Еліан згадуються поіменно, напис можна датувати 187 роком нашої ери. Сам напис чітко читається, лише абревіатура «HDTI» залишається нерозшифрованою. Хартмут Ґальстерер підозрює, що це може бути унікальна формула, але виключає будь-які існуючі рецепти щодо можливих інших інтерпретованих контекстів. З огляду на обставини знахідки, коли вотивний камінь Гаріаси не мав жодного відношення до каменів Матрони, знайдених на місці, Галстерер підозрює, що він міг бути пізніше вилучений або використаний для інших цілей.

## Етимологія
Назва походить від давньонімецького *harjan = спустошувати, основний корінь слова — німецький *harja, що означає армія, битва. Зігфрід Гутенбруннер реконструює німецьку форму *Hari-ansus як богиню армії, богиню війни, він порівнює формально ідентичну форму імені богині Віганса. Стосовно форми традиційної назви Hariasae обговорюється, чи носове n перед s було пропущено (позитивний висновок у теонімі Vihansa), як у Гутенбруннера, чи, як у Роберта Недома дається проста формація з s -суфіксом Harja-s.
Рудольф Сімек стверджує, що як і давньоскандинавське ім'я валькірії Гер'я (Herja, Hariasa) походить від протогерманського слова Herjaza і що обидва можуть стосуватися богині війни, хоча можливий незалежний розвиток серед північногерманських народів і західногерманських народів. Крім того, ім'я Гаріаса також може означати «богиня з багатим волоссям».
Подібними написами з елементом *harja є, окрім назви Harimella, серед інших написи на шоломі B з Неґау та написи на гребінці з болотної знахідки Вімосе або особистого імені Hariulfus деякі з яких належать до найстаріших свідчень цього основного племені в германській скарбниці імен. Елемент *Harja є загальним попереднім елементом у створенні германських імен.